# زهیر فایز و شرکاء
زهیر فایز و شرکاء (انگلیسی: Zuhair Fayez Partnership) شرکت مهندسی عربستانی است، که در سال ۱۹۷۵ تأسیس شد.